# Liofilizacija
Liofilizacija ali sušenje z zamrzovanjem je postopek, s katerim odstranimo vodo iz bioloških in organskih snovi, ki bi jih s segrevanjem poškodovali, hkrati pa ohranimo njihovo strukturo in sestavo. Postopek je počasen in porabi 3-krat več energije kot konvencionalno sušenje, zato ga uporabljamo le za občutljive in drage produkte. Liofilizacija temelji na zamrznitvi vode, čemur sledi zmanjševanje tlaka in dodajanje dovolj velike količine toplote, da zamrznjena voda v materialu sublimira neposredno iz trdnega v plinasto agregatno stanje.

## Proces liofilizacije
Proces delimo na tri faze: zamrzovanje, primarno sušenje in sekundarno sušenje.

### Zamrzovanje
V procesu zamrzovanja se material zamrzne. V laboratoriju se običajno material namesti v posebno stekleno komoro, vrtečo se v kopeli, ki je hlajena z mehanskim ohlajevanjem, suhim ledom in metanolom (ledeno-alkoholna kopel) ali tekočim dušikom. V večjem obsegu je zamrzovanje izvedeno v zamrzovalno-sušilnem stroju. Pri zamrzovanju je pomembno ohladiti material pod njegovo trojno točko, najnižjo temperaturo, kjer je material hkrati v trdnem in tekočem agregatnem stanju. S tem zagotovimo pojav sublimacije in se izognemo taljenju. Večje kristale je v postopku liofilizacije lažje uporabiti. Dobimo jih s počasnim zamrzovanjem produkta. V primeru hrane ali materialov z nekoč živimi celicami pa veliki ledeni kristali uničijo celične stene (kar je odkril Clarence Birdseye). Običajno so zamrzovalne temperature med –50 in –80 °C. Zamrzovalna faza je najbolj kritična  v celotnem procesu liofilizacije, saj lahko v primeru nepravilnega izvajanja pride do uničenja produkta. 

### Primarno sušenje
Med fazo primarnega sušenja znižamo tlak (na nekaj milibarov) in dovedemo dovolj toplote materialu, da voda sublimira. 
V začetni fazi sušenja sublimira okoli 95 % vode v materialu. Ta faza mora biti počasna (v industrijski obdelavi lahko traja nekaj dni), ker se v primeru, da dovedemo preveč toplote, lahko spremeni struktura materiala. Tlak je nadzorovan s pomočjo parcialnega vakuuma. Vakuum pospeši sublimacijo. Hladna kondenzacijska komora in/ali kondenzacijske plošče predstavljajo površino, kjer se lahko vodna para kondenzira.  Kondenzator ne igra nobene vloge pri zamrzovanju materiala, ampak preprečuje vodni pari, da bi dosegla vakuumsko črpalko, kar bi lahko zmanjšalo njen učinek. Temperature v kondenzatorju so običajno nekje okoli –50 °C. V tej fazi se toplota dovaja s kondukcijo ali z radiacijo, medtem ko je uporaba konvekcije neučinkovita.

### Sekundarno sušenje
Cilj sekundarnega sušenja je odstraniti nezamrznjene vodne molekule, kajti led je bil že odstranjen s sublimacijo med primarno fazo sušenja. Ta del liofilizacijskega procesa je odvisen od adsorbcijskih izoterm materiala. V tej fazi je temperatura višja kot v primarni fazi sušenja in je lahko celo nad 0 °C, saj hočemo prekiniti fizikalno-kemijske interakcije, ki so nastale med vodnimi molekulami in zamrznjenimi materialom. Običajno znižamo tudi tlak, da pospešimo desorpcijo (proces nasproten adsorpciji). V nekaterih primerih pa je treba ohraniti visok tlak. Ko je proces liofilizacije končan, vakuum izničimo z inertnim plinom (npr. dušikom) in nato je material neprodušno zaprt. Na koncu procesa se v produktu nahajajo zelo nizke koncentracije vode (nekje med 1 in 4 %).

## Prednosti liofilizacije
- sušenje termolabilnih snovi
- ohranitev kemijske stabilnosti in biološke aktivnosti snovi
- porozen produkt – hitro raztapljanje
- liofilizirani produkti dobro prenašajo spremembe temperature
- produkti so veliko lažji od originalnega materiala

## Slabosti liofilizacije
- energetsko potraten proces
- dolgotrajen proces

## Možnosti uporabe liofilizacije
Liofilizacija je v prvi vrsti potrebna za konzerviranje temperaturno občutljivih produktov, katerih bistvene in želene lastnosti se izgubijo, če jih obdelamo na drug način. Glavna področja so torej farmacija, biologija in medicina, vendar pridejo naprave za liofilizacijo v poštev tudi drugje. Uporabne so npr. na geoloških inštitutih za sušenje vzorcev zemlje in mulja, na botaničnih inštitutih za preiskave kloroplastov, rastlinskih semen, rastlinskih virusov in zelišč, za shranjevanje živil na poletih v vesolje. V kemijskih inštitutih se liofilizacija uporablja za sušenje občutljivih spojin, ohranjanje radikalov, sušenje v odsotnosti kisika, proizvodnjo snovi z veliko notranjo površino. Pri barvilih, katalizatorjih in adsorbentih lahko s tem preprečimo aglomeracijo, zlivanje in sintranje. Nekatere gume in sintetični geli se po liofilizaciji hitro raztopijo v vodi in tako se izognemo daljšemu času rehidracije pred uporabo. Za radioaktivne snovi ima liofilizacija prednost pred navadnim sušenjem, da pri vrenju ne pokajo mehurji in para ne odnaša s seboj toliko snovi. V industriji se je močno uveljavilo liofiliziranje živil za posebne potrebe ali na komercialni osnovi. Pri živilih se sušijo  predvsem  posebna hranila, kot so instant kava in čaj, začimbe, gobe, koncentrirani sadni sokovi. V poštev pridejo tudi suhe juhe, otroška in dietna prehrana. Z liofilizacijo sušijo še meso, ribe in drugo hrano iz morja, sadje, listnato zelenjavo, perutnino, mlečne proizvode in druge rastlinske in živalske surovine. Hrana, ki vsebuje veliko maščob ali sladkorja, pa se da le redko dobro liofilizirati.
V farmacevtski proizvodnji se je aplikacija liofilizacije močno uveljavila. V poštev pride za mnoge preparate, ki so nestabilni v raztopini. Konzervirajo razne občutljive produkte kot so antibiotiki (npr. stretomicin, penicilin, ampicilin), vitamine, hormone, encime, rastlinske ekstrakte, jetrne ekstrakte za parenteralno rabo, beljakovinske preparate. Nekoč je bila težavna priprava injekcij kloramfenikola zaradi slabe topljivosti v vodi, z liofilizacijo pa so dosegli hkrati topljivost in stabilnost. Tako lahko z  liofilizacijo posušimo celo oljne emulzije v vodi, produkt pa se pri dodatku vode takoj regenerira v originalno emulzijo.